# Esiliiga 2005
L'edizione 2005 fu la 15ª edizione dell'Esiliiga. Vide la vittoria finale del Pärnu Vaprus.

## Formula
Le 10 squadre partecipanti disputarono il campionato incontrandosi in due gironi di andata e e due di ritorno, per un totale di 36 giornate. Erano previste una promozione diretta, un play-off spareggio con la penultima (nona) di Meistriliiga, due retrocessioni dirette e un play-out.
Le formazioni riserve delle squadre di Meistriliiga (Merkuur-Juunior Tartu, Levadia Tallinn 2 e TVMK Tallinn 2) erano impossibilitate ad essere promosse.

## Squadre partecipanti
| Club              | Città   | Stagione precedente                                                |
| ----------------- | ------- | ------------------------------------------------------------------ |
| Ajax Lasnamäe     | Tallinn | 6° in Esiliiga                                                     |
| Elva              | Elva    | 2º nel girone Sud/Ovest di II Liiga                                |
| Kalev Tallinn     | Tallinn | 1º nel girone Nord/Est di II Liiga                                 |
| Lelle             | Lelle   | 5º nel girone Sud/Ovest di II Liiga, ripescato al posto del Lootus |
| Levadia Tallinn 2 | Tallinn | 2° in Esiliiga                                                     |
| Merkuur-Juunior   | Tartu   | 2º nel girone Nord/Est di II Liiga                                 |
| Tervis Pärnu      | Pärnu   | 3° in Esiliiga, promosso, ma in seguito rinuncia                   |
| TJK               | Tallinn | 8° in Esiliiga, salvo dopo i play-off contro il Puuma Tallinn      |
| TVMK Tallinn 2    | Tallinn | 7° in Esiliiga                                                     |
| Vaprus Pärnu      | Pärnu   | 1º nel girone Sud/Ovest di II Liiga                                |

## Classifica finale
|  | Pos. | Squadra             | Pt | G  | V  | N | P  | GF  | GS  | DR  |
|  | ---- | ------------------- | -- | -- | -- | - | -- | --- | --- | --- |
|  | 1    | Vaprus Pärnu        | 84 | 36 | 26 | 6 | 4  | 92  | 39  | +54 |
|  | 2    | Levadia Tallinn 2 * | 82 | 36 | 26 | 4 | 6  | 104 | 31  | +73 |
|  | 3    | Ajax Lasnamäe       | 77 | 36 | 23 | 8 | 5  | 111 | 30  | +81 |
|  | 4    | Kalev Tallinn       | 63 | 36 | 18 | 9 | 9  | 85  | 71  | +14 |
|  | 5    | Tervis Pärnu        | 50 | 36 | 14 | 8 | 14 | 73  | 53  | +20 |
|  | 6    | TVMK Tallinn 2 *    | 41 | 36 | 12 | 5 | 19 | 51  | 80  | +29 |
|  | 7    | Elva                | 36 | 36 | 10 | 6 | 20 | 42  | 71  | +29 |
|  | 8    | Lelle               | 34 | 36 | 11 | 1 | 24 | 49  | 100 | -51 |
|  | 9    | TJK                 | 30 | 36 | 11 | 1 | 24 | 38  | 100 | -62 |
|  | 10   | Merkuur-Juunior *   | 14 | 36 | 3  | 5 | 28 | 27  | 97  | -70 |

(*)squadra ineleggibile per la promozione.

### Spareggio promozione/retrocessione per Meistriliiga
| 13 novembre 2005                              | Ajax Lasnamäe | 1 – 0 | Kuressaare |  |
| \| \| \| \| \| Rõtškov 49’ \| Marcatori \| \| |               |       |            |  |
|                                               |               |       |            |  |
| Rõtškov 49’                                   | Marcatori     |       |            |  |

| 19 novembre 2005 | Kuressaare | 2 – 1 | Ajax Lasnamäe |  |

### Spareggio promozione/retrocessione per Esiliiga
| 13 novembre 2005 | Lootus Kohtla-Järve | 8 – 1 | Lelle |  |

| 19 novembre 2005 | Lelle | 1 – 0 | Lootus Kohtla-Järve |  |

### Verdetti
- Vaprus Pärnu promossa in Meistriliiga 2006
- Ajax Lasnamäe ammesso allo spareggio promozione retrocessione (poi vinto).
- Tallinna Jalgpalliklubi e Merkuur-Juunior Tartu retrocesse in II Liiga
- Lelle retrocesso a seguito di spareggio; cessa la propria attività.
- Tervis Pärnu non iscritto al successivo campionato.